# 군통

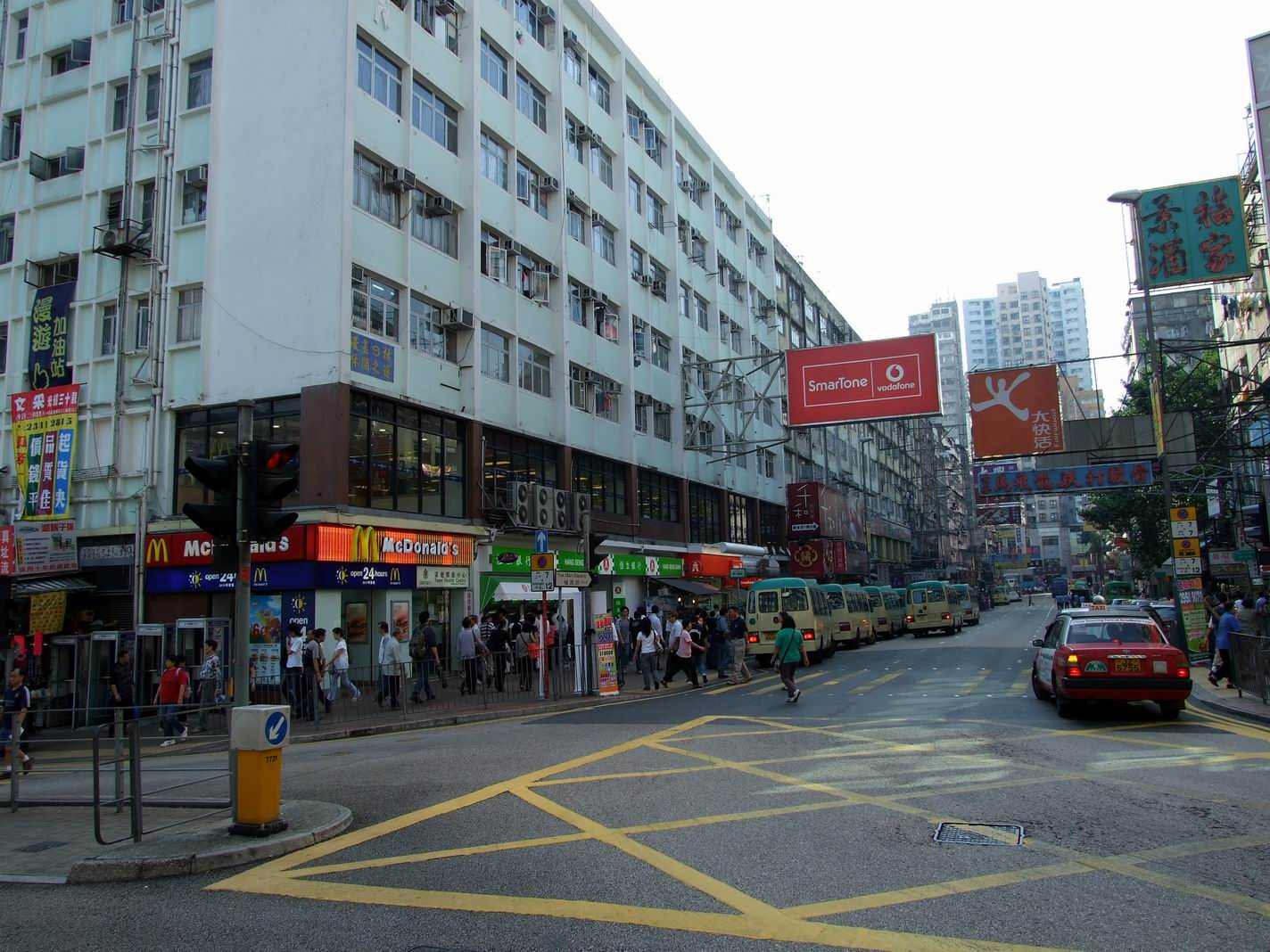
군통의 상점가

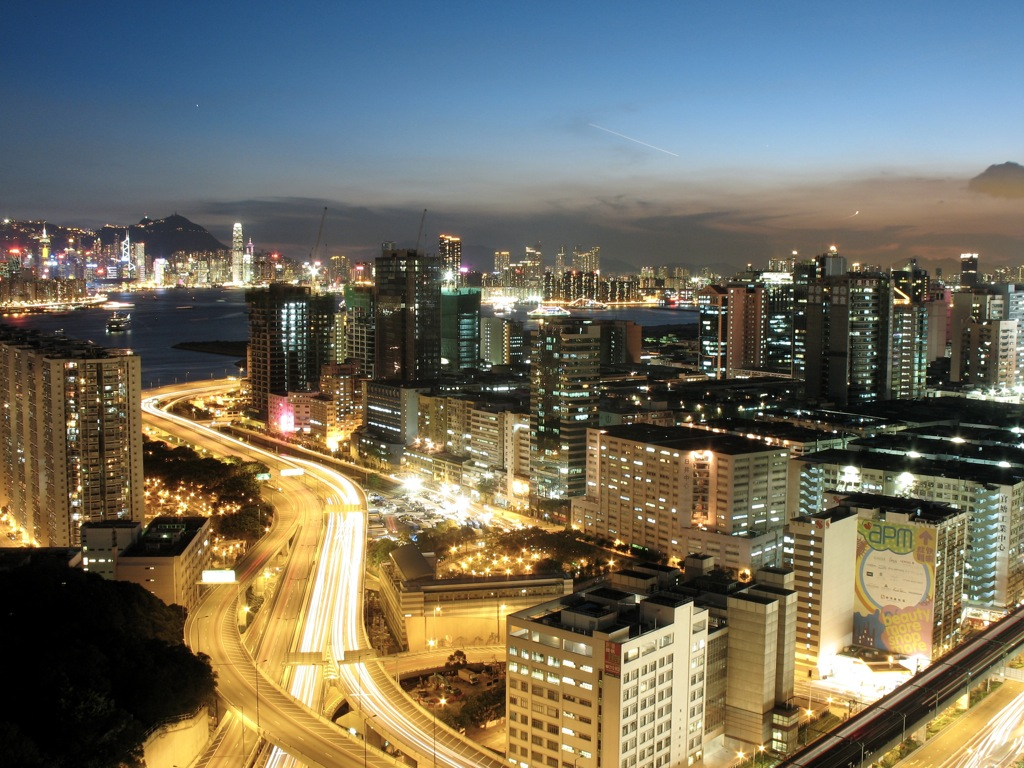
군통의 야경

군통(중국어 간체자: 观塘, 정체자: 觀塘, 병음: Guāntáng 관탕[*], 영어: Kwun Tong, 광둥어: Gūntòhng)은 중국의 홍콩, 구룡 동부의 상공업, 주택지 지역의 총칭이다.

## 지구
구룡의 동부에 위치하고 구룡의 지구 이름의 하나이다. 전역이 구룡 5구의 하나인 군통 구에 속하고 있다.
홍콩에서는 예부터 공업 지구로서 번창해 동 주룽의 교통, 상업, 행정의 중심지이다. 동 주룽 정부합서는 이곳에 있다.
홍콩의 옛 공항인 카이탁 공항과 가까워, 공장가, 창고가 등이 나란히 늘어서 한때 번창했지만, 공항이 폐쇄되어 이전이 되고 나서는 그 지위는 상대적으로 저하되었고, 침사추이 등 주룽의 중심으로부터 떨어져 있어 오랫동안 발전되지 못했다.
현재는 공장이나 창고로서 사용되던 건물도, 중국과 홍콩의 이중 과세의 철폐를 하는 등 중국 본토에서 생산하는 편이 유리해지면서 실제 생산 거점이 중국으로 이전이 되고 나서는 내부 장식을 해 사무실로서 사용되고 있는 곳이 대부분이다. 또 공업 빌딩이 나란히 서있는 군통은 이렇다 할 만한 관광 자원이 없어, 외국의 관광객과는 거의 관계가 없는 장소였지만, 24시간 영업 쇼핑센터 'apm'이 완성되어 화제가 되고 있다. 중심지로서의 지위는 저하되어 정체하고 있기는 하지만 군통이 주룽 동부의 중심 도시인 것에는 변화는 없다.
군통은 구룡의 홍험(紅磡) 등처럼 옛 홍콩의 상점가가 남아 있지만, 버스 터미널 주변에는 잡다한 상점이 나란히 서있어, 밤낮이나 휴일, 평일과 관계 없이 많은 사람들로 붐비고 있다. 또 영화 타락천사의 무대로도 유명하다. 덧붙여 영화 안에서 잘 나오는 철도선은 홍콩 지하철 군통 선이다.
젠사쥐, 홍험, 구룡 청(가우룽씽,九龍城)과 함께, 홍콩섬으로 가는 페리의 주룽측 관문의 하나이며, 많은 2층 버스, 미니 버스의 터미널 역할을 하고 있다. 일찍이 해저 터널이 뚫리기 전에 군통 부두는 홍콩 섬으로 가기 위한 카페리의 출발점의 하나였다. 그 흔적으로서 주룽이나 신제로부터 페리를 타고 홍콩 섬으로 가는 사람들을 위해, 군통 부두 발착의 버스가 지금도 많이 운행되고 있다. 또 홍콩 최초의 지하철인 MTR 군통 선이 지나서 일찍부터 교통이 발달해 있었다.